# Yosegi

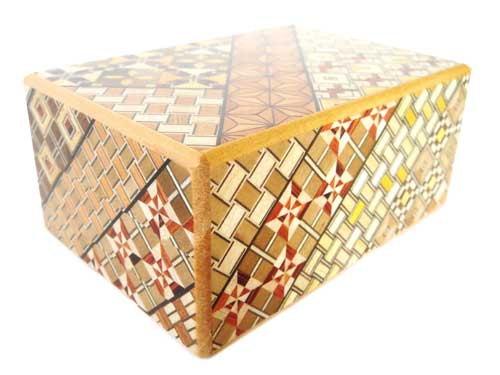
Caixa revestida com a técnica yosegi

Yosegi-zaiku (em japonês, 寄木細工) é um tipo de artesanato tradicional japonês que surgiu durante Período Edo e tornou-se conhecido e respeitado em todo o mundo. Trata-se de um mosaico de madeira feito com o uso de cores e texturas naturais, que é usado para revestimento e decoração.  	
	Quanto às cores, a Euonymus spp e a Ilex macropoda são usada para o branco; Cercidiphyllum japonicum para o preto; Picrasma quassioides, Morus alba e Toxicodendron vernicifluum para o amarelo; Cinnamomum camphora e Maackia para o marrom; Juglans nigra para o roxo; Magnolia obovata para o azul e Toona sinensis para o vermelho.
	Peças de madeira são cortadas em bastões alongados com as seções geométricas desejadas. Após o corte, as peças são reunidas e coladas num padrão geométrico semelhante a um mosaico, cuja superfície é então laminada ou folheada. Essas lâminas ou folhas de madeira são então coladas em caixas e outras peças artesanais. Para o acabamento, aplica-se verniz ou laquê. 